# Ácido cáprico
El ácido decanoico o ácido cáprico es un ácido graso saturado. Su fórmula es CH3(CH2)8COOH. Las sales y ésteres del ácido decanoico se llaman decanoatos o "capratos". El término ácido cáprico deriva del latín, y se refiere al olor que recuerda el de las cabras.
El ácido cáprico se encuentra de forma natural en el aceite de coco (aproximadamente 10 %) y aceite de almendra de palma (aproximadamente 4 %). Se encuentra en la leche de distintos mamíferos y en menor medida en otras grasas animales. 
Otros dos ácidos orgánicos se nombran de forma similar: el ácido caproico (un ácido graso C6) y el ácido caprílico (un ácido graso C8). Junto con el ácido cáprico, forman aproximadamente el 15 % de la grasa de la leche de cabra.

## Producción
El ácido decanoico se puede preparar a partir de la oxidación del alcohol primario 1-Decanol, mediante el uso de trióxido de cromo (CrO3) como oxidante en condiciones ácidas.
La neutralización del ácido decanoico o saponificación de sus ésteres, típicamente triglicéridos, con hidróxido de sodio dará decanoato de sodio. Esta sal (CH3(CH2) 8COO-Na+) es un componente de algunos tipos de jabón.